# Hrabstwo Wayne (Utah)

Piramida wieku hrabstwa

Hrabstwo Wayne (ang. Wayne County) – hrabstwo w stanie Utah w Stanach Zjednoczonych. Hrabstwo zajmuje powierzchnię lądową 6 372,20 km². Według szacunków US Census Bureau w roku 2006 liczyło 2 544 mieszkańców. Siedzibą hrabstwa jest miejscowość Loa.

## Miasta
- Bicknell
- Hanksville
- Loa
- Lyman
- Torrey

## CDP
- Fremont
- Teasdale